# Рокфеллеры
Рокфеллеры (англ. Rockefeller; по-английски произносится: /ˈrɒkəfɛlər/) — американская семья промышленников, политиков и банкиров, одна из самых богатых семей в мире.
Своим богатством обязана нефтяному бизнесу, созданному в конце XIX — начале XX века, которым владели Джон Рокфеллер и его брат Уильям Рокфеллер в основном через компанию Standard Oil. Другой известной компанией, контролируемой Рокфеллерами, был Chase Manhattan Bank. Семья считается одной из самых влиятельных, если не самой влиятельной, в истории Соединённых Штатов Америки.

## История
Один из родоначальников семьи Рокфеллеров был бизнесмен Уильям Рокфеллер-Старший, родившийся в Грейнджере (Нью-Йорк), в протестантской семье. У него было шесть детей от первой жены Элизы Дэвисон, наиболее известными из которых стали нефтяные магнаты Джон Рокфеллер и Уильям Рокфеллер, основатели нефтяной компании Standard Oil. Джон Рокфеллер был набожным прихожанином Северной баптистской церкви и поддерживал многие религиозные учреждения.

## Семейное состояние
Общий размер состояния Рокфеллеров — стоимость активов, инвестиций и личных накоплений — никогда не был известен даже приблизительно. Записи о финансах семьи в целом и каждого члена в отдельности никогда не раскрывались публике или отдельным исследователям.
Изначально богатством семьи всегда полностью распоряжались мужчины. Женщины могли оказывать влияние на решения, но их вмешательство ограничивалось только советами, в их распоряжении не было ни доли семейных финансов.
Большая часть капитала сосредоточена в семейных трастовых фондах, образованных в 1934 и 1952 годах и находящихся в управлении Chase Bank, правопреемника Chase Manhattan Bank. Фонду принадлежат акции компаний-преемников Standard Oil и других диверсифицированных активов, а также недвижимость семьи. Контролирует состояние комитет фонда.
Управление инвестициями осуществляет холдинг Rockefeller Financial Services. С 2017 года его возглавляет Дэвид Рокфеллер-младший.

## Члены семьи

### Предки
- Уильям Рокфеллер-Старший (1810—1906) — Элиза Дэвисон (1813—1889)
  - Джон Дэвисон Рокфеллер (1839—1937) — сын Уильяма Рокфеллера-Старшего, женат на Лауре Рокфеллер (1839—1915)
  - Уильям Рокфеллер-Младший (1841—1922) — сын Уильяма Рокфеллера-Старшего
  - Франклин Рокфеллер (1845—1917) — сын Уильяма Рокфеллера-Старшего, был женат на Хелен Элизабет Скофилд

### Потомки Джона Дэвисона Рокфеллера
- Элизабет Рокфеллер (1866—1906) — дочь Джона Д. Рокфеллера, замужем за Чарльзом Стронгом
  - Маргарет Рокфеллер Стронг (1897—1985) — дочь Элизабет Рокфеллер
- Альта Рокфеллер (1871—1962) — дочь Джона Д. Рокфеллера
  - Джон Рокфеллер-Прентис (1902—1972) — сын Альты Рокфеллер
    - Абра Прентис Уилкин (род. 1942) — дочь Джона Рокфеллера-Прентиса
- Эдит Рокфеллер (1872—1932) — дочь Джона Д. Рокфеллера, замужем за Гарольдом Фаулер Маккормиком
- Джон Дэвисон Рокфеллер-Младший (1874—1960) — сын Джона Д. Рокфеллера, женат на Эбби Олдрич (1874—1948)
  - Эбигейл Олдрич Рокфеллер (1903—1976) — дочь Джона Д. Рокфеллера-Младшего
  - Джон Дэвисон Рокфеллер III[англ.] (1906—1978) — сын Джона Д. Рокфеллера-Младшего, женат на Бланшетт Ферри Хуккер
    - Джон Дэвисон Рокфеллер IV (1937) — сын Джона Д. Рокфеллера III, женат на Шарон Перси
      - Джастин Олдрич Рокфеллер (1979) — сын Джона Д. Рокфеллера IV

    - Хоуп Олдрич Рокфеллер (1946) — сын Джона Д. Рокфеллера III
    - Алида Рокфеллер Мессинджер (1949) — дочь Джона Д. Рокфеллера III

  - Нельсон Олдрич Рокфеллер (1908—1979) — сын Джона Д. Рокфеллера-Младшего, 1 брак — Мэри Кларк Тодхантер, 2 брак — Маргарет Фитлер
    - Родман Кларк Рокфеллер (1932—2000) — сын Нельсона Олдрич Рокфеллера
      - Милли Рокфеллер (1955) — дочь Родмана Кларка Рокфеллера

    - Стивен Кларк Рокфеллер (1936) — сын Нельсона Олдрич Рокфеллера
    - Майкл Кларк Рокфеллер (1938 — пред. 1961) — сын Нельсона Олдрич Рокфеллера
    - Фитлер Марк Рокфеллер (1967) — сын Нельсона Олдрич Рокфеллера

  - Лоранс Спелман Рокфеллер (1910—2004) — сын Джона Д. Рокфеллера-Младшего, женат на Марии Фрэнч
    - Лаура Спелман Рокфеллер Хесин (1936) — дочь Лоранса Спелмана Рокфеллера
    - Марион Френч Рокфеллер (1938) — дочь Лоранса Спелмана Рокфеллера
    - Доктор Люси Рокфеллер (1941) — дочь Лоранса Спелмана Рокфеллера

  - Уинтроп Олдрич Рокфеллер (1912—1973) — сын Джона Д. Рокфеллера-Младшего
    - Уинтроп Пол Рокфеллер (1948—2006) — сын Уинтропа Олдрич Рокфеллера

  - Дэвид Рокфеллер (1915—2017) — сын Джона Д. Рокфеллера-Младшего
    - Дэвид Рокфеллер-Младший (1941) — сын Дэвида Рокфеллера
    - Эбигейл Рокфеллер (1943) — дочь Дэвида Рокфеллера
    - Нева Рокфеллер Гудвин (1944) — дочь Дэвида Рокфеллера
    - Дулани Маргарет Рокфеллер (1947) — дочь Дэвида Рокфеллера
    - Гилдер Ричард Рокфеллер (1949—2014) — сын Дэвида Рокфеллера женат на Нэнси Кинг[38]
    - Эйлин Рокфеллер (1952) — дочь Дэвида Рокфеллера